# Steps Ahead
Steps Ahead est un groupe de jazz fusion fondé par Mike Mainieri et dont les albums ont fortement marqué l'histoire du jazz-rock, ne serait-ce que parce que certains de leurs disques ont rencontré un grand succès bien au-delà du public habituel du jazz. La liste des membres de Steps Ahead est fluctuante à l'exception de son producteur et fondateur Mike Mainieri.

## Historique
Steps Ahead est fondé en 1979, à une époque où le jazz est dans une position difficile, cerné par le rock progressif et l'apparition du disco. Le jazz fusion est essoufflé, le jazz acoustique se fait rare. Wynton Marsalis apparaît alors comme le renouveau de la tradition du jazz.
Steps Ahead est à l'origine nommé « Steps » lors de sa fondation par le vibraphoniste Mike Mainieri en 1979. Le groupe est issu de jam sessions régulières qui avaient lieu au club new yorkais de Michael Brecker, Seventh Avenue South, sur la septième avenue. Outre Mike Mainieri et Michael Brecker, le groupe est composé du pianiste Don Grolnick, du bassiste Eddie Gomez et du batteur Steve Gadd.
Le groupe commence à enregistrer au Japon dès 1980, publiant le double album live Smokin' in the pit. L'album est vite très recherché aux États-Unis, et est suivi par Step by Step. Paradox, dernier album publié au Japon, est enregistré à Seventh Avenue South. Steve Gadd laisse la place à Peter Erskine à la batterie, qui colle mieux à l'esprit des compositions du groupe. C'est sans doute un des meilleurs enregistrements de Steps Ahead.
Il faut attendre 1983 pour qu'un large public américain entende parler de Steps Ahead, avec les albums Steps Ahead (1983), Modern Times (1984) et Magnetic (1986), tous trois très bien reçus.

## Composition
Les membres principaux pour l'album Steps Ahead étaient Mike Mainieri, Michael Brecker (saxophone ténor), Eliane Elias (piano), Peter Erskine (batterie) et Eddie Gomez (contrebasse).
D'autres membres éminents sont : Dennis Chambers, Steve Gadd, Warren Bernhardt, Rachel Z, Chuck Loeb, Victor Bailey, Tony Levin, Darryl Jones, Mike Stern, Richard Bona, et bien d'autres.
Brecker et Mainieri ont joué sur l'album de Dire Straits Brothers in Arms. Pour les amateurs de rock, les albums Steps Ahead et Modern Times (1984, avec le remplacement d'Elias par Bernhardt dans le groupe, et d'autres musiciens invités qui apparaissent dans des rôles restreints) font une avancée remarquée dans le genre d'un jazz énergique et puissant. L'album Modern Times qui inclut des compositions diverses de Mainieri, Brecker, Erskine, et Bernhardt, est le symbole de la nature de l'ensemble du groupe, coopération et cohérence.

## Discographie
(avec la liste des membres du groupe pour chaque disque)
- 1980 : Smokin' in the pit
  - Mike Mainieri
  - Michael Brecker
  - Don Grolnick
  - Eddie Gomez
  - Steve Gadd
  - Kazumi Watanabe
- 1980 : Step by Step
  - Mike Mainieri
  - Michael Brecker
  - Don Grolnick
  - Eddie Gomez
  - Steve Gadd
- 1981 : Paradox
  - Mike Mainieri
  - Michael Brecker
  - Don Grolnick
  - Eddie Gomez
  - Peter Erskine
- 1983 : Steps Ahead
  - Mike Mainieri
  - Michael Brecker
  - Eliane Elias
  - Eddie Gomez
  - Peter Erskine
- 1984 : Modern Times
  - Mike Mainieri
  - Michael Brecker
  - Warren Bernhardt
  - Eddie Gomez
  - Peter Erskine
- 1986 : Magnetic
  - Mike Mainieri
  - Michael Brecker
  - Peter Erskine
  - Chuck Loeb
  - Victor Bailey
  - Hiram Bullock
  - Kenny Kirkland
  - Warren Bernhardt
  - Paul Jackson
  - Dianne Reeves
- 1986 : Live in Tokyo
  - Mike Mainieri
  - Michael Brecker
  - Mike Stern
  - Darryl Jones
  - Steve Smith
- 1989 : N.Y.C.
  - Mike Mainieri
  - Bendik
  - Steve Khan
  - Tony Levin
  - Steve Smith
  - Ray Gomez
  - Rique Pantoja
  - Stephen Barber
  - Bruce Martin
- 1992 : Yin-Yang
  - Mike Mainieri
  - Bendik
  - Rachel Z
  - Jeff Andrews
  - Steve Smith
  - Jimi Tunnell
  - Steve Khan
  - Wayne Krantz
  - Chuck Loeb
  - Victor Bailey
  - Rick Margitza
  - George Whitty
  - Dean Brown
  - Bruce Martin
- 1995 : Vibe
  - Mike Mainieri
  - Rachel Z.
  - Victor Bailey
  - Donny McCaslin
  - Michael Cain
  - Clarence Penn
  - Tim Hagans
  - Aaron Heick
  - James Genus
  - Adam Holzman
  - Reggie Washington
- 2002 : Holding Together
  - Mike Mainieri
  - Bob Berg
  - Eliane Elias
  - Marc Johnson
  - Peter Erskine
- 2016 : Steppin' Out
  - Mike Mainieri
  - Bill Evans
  - Chuck Loeb
  - Tom Kennedy
  - Steve Smith
  - Michael Abene et le WDR Big Band Cologne

## Vidéographie
- LaserDisc
  - Tokyo 86
- DVD
  - Copenhagen 83
  - Tokyo 86